# Josip Plemelj
Josip Plemelj [jósip plémelj], slovenski matematik, * 11. december 1873, Grad na Bledu, Slovenija, † 22. maj 1967, Ljubljana.
Plemelj je študiral matematiko, fiziko in astronomijo na Dunaju, kjer je 1898 doktoriral iz matematike. Bil je redni profesor matematike na univerzi v Černovcih (Bukovina, zdaj Ukrajina) od 1908, nato pa 1919-57 v Ljubljani na Filozofski (pozneje naravoslovni) fakulteti, bil je tudi prvi rektor Univerze v Ljubljani (1919/20) ter redni član SAZU od njene ustanovitve 1938, bil pa je tudi dopisni član jugoslovanske (Zagreb), srbske in od 1954 še bavarske akademije znanosti. Po njem ali skupaj po Sohockem se imenujejo enačbe o robnih vrednostih holomorfnih funkcij, ki jih je odkril pri reševanju Riemann-Hilbertovega problema (1908). 1949 je postal prvi častni član Društva matematikov, fizikov in astronomov Slovenije (DMFA), 1954 je prejel Prešernovo nagrado in 1963 častni doktorat Univerze v Ljubljani.
Njegova Vila Perun na Bledu (ki jo je zgradil iz dobljene nagrade) je od 1975 v lasti DMFA. 

## Navedki
»Še več lahko prinesejo predavanja. Plemljeva, na primer, so bila prava umetnina, matematika v koncertni izvedbi. Na moje pričevanje se lahko zanesete, saj sem na univerzo padel naravnost z oksenštanta, iz burgtheatrsko hudožestvenega gledališča.«
—France Križanič